# Дом городских начальных училищ
Дом городских начальных училищ — здание-достопримечательность в Москве. Построен в 1911—1912 годах; архитектор — Анатолий Александрович Остроградский. Охраняется как объект культурного наследия.
Адрес: Девичье поле, Большая Царицынская улица, ныне Большая Пироговская улица, дом 9 А, строение 1 и строение 2, Район Хамовники, Центральный административный округ.

## История

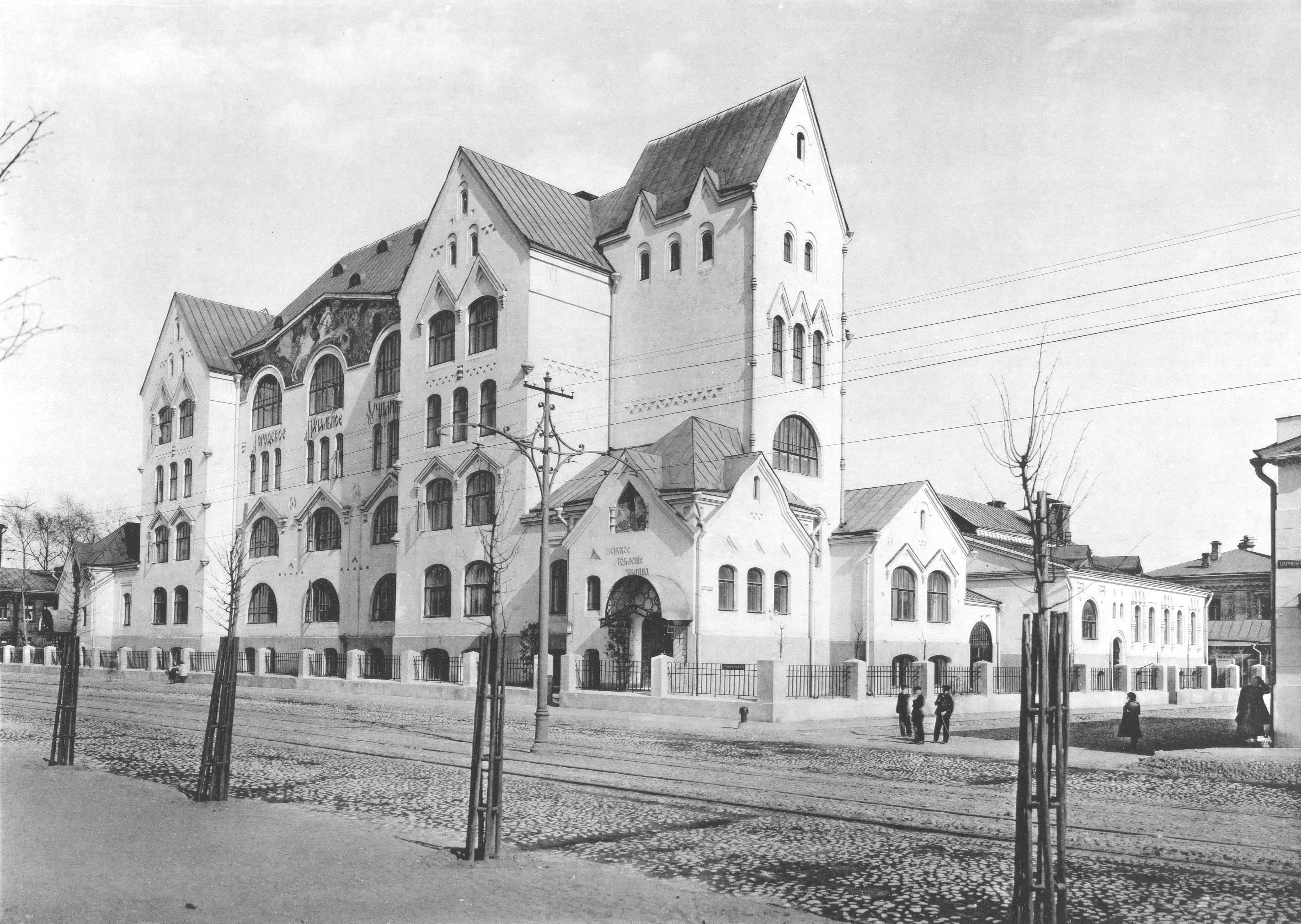
Здание Городского начального училища на Царицынской улице (1910—1915) из Альбома зданий, принадлежащих Московскому городскому общественному управлению

С 1911 по 1912 год по заказу властей города Москвы на Девичьем поле по проекту архитектора А. А. Остроградского построен дом Городских начальных училищ. На фотографии (1910—1915) надпись на главном фасаде «Городское Начальное Училище» и надпись с левой стороны над парадным крыльцом-всходе «Женское Отделение Училища» стилизованы рукописными чертами старославянской кириллицы с киноварными буквицами — ломбардами. В настоящее время функционирует только вход с правой стороны здания. 
С 1963 года в здании расположен Медико-биологический факультет Медицинского университета имени Н. И. Пирогова. В строении 2 находилась кафедра морфологии МБФ, ныне располагается Кафедра пластической и реконструктивной хирургии, косметологии и клеточных технологий РНИМУ.

## Архитектура
Дом выдержан в стиле модерн, который сочетается с неорусским стилем. Главный фасад симметричен. Протяжённое четырёхэтажное здание выглядит большим, так как автор проекта использовал крестовые своды и своды Монье. Неконструктивная часть сооружения сильно выделяется из общей композиции, согласно экспертам. Двускатная крыша достаточно высокая. Фронтон прерванный — фронтон превращается в щипец, напоминая крыши древнерусских теремов. Оформление оконных и дверных проёмов включает полуциркульные окна с многоцентровыми перемычками. Размеры арочных окон в здании варьируются от маленьких и узких, похожих на бойницы, до крупных полукруглых. Сандрики, бегунец, ниши, солярные знаки, венчающие профилированные карнизы над окнами сделаны из лепнины, углы малы по объёму, что повторяет черты древнерусского зодчества в постройке крылец-всходов. Наличники и  декоративные украшения стен, декоративные пояски и лепные элементы выполнены в традиции исторических прототипов декора Новгородских и Псковских храмов XII—XV веков. 

## Майолика
По центру, на щипце главного фасада, помещено большое красочное майоликовое панно. Оно повествует о битве святого Георгия Победоносца со Змием. Панно создавалась на Абрамцевском заводе и на фабрике «Гельдвейн-Ваулин» в Кикерино под Санкт-Петербургом, по наброскам художников Сергея Васильевича Герасимова и Сергея Васильевича Чехонина. Участие С. В. Чехонина в исполнении этой майолики спорно, в каталоге фабрики «Гельдвейн-Ваулин» образ святого Георгия в исполнении Чехонина представлен прямоугольным совершенно отличным от фронтального изображения произведением, хотя все крупные исследователи архитектуры начала XX века упоминают его в качестве одного из соавторов. С двух сторон на фасаде над парадными крыльцами-всходами, расположены малые образа небесного покровителя Москвы святого Георгия с сюжетом фрески церкви святого Георгия в Старой Ладоге в стилизованном киоте, майолика выполнена Анатолием Александровичем Остроградским. В малых образах, следуя оригинальной фреске образа в Старой Ладоге у Георгия в длани нет копья, святой Георгий Остроградского хоть и вооружён копьём, не поражает змия, а усмиряет его, на шее у змия шёлковый поясок (от царевны, в полной версии оригинальной фрески, которая помогала укрощать змия и ведёт его на поводке), олицетворяя победу над злом не убийством, а путём просвещения и преображения, символично находясь над входом в учебное заведение.

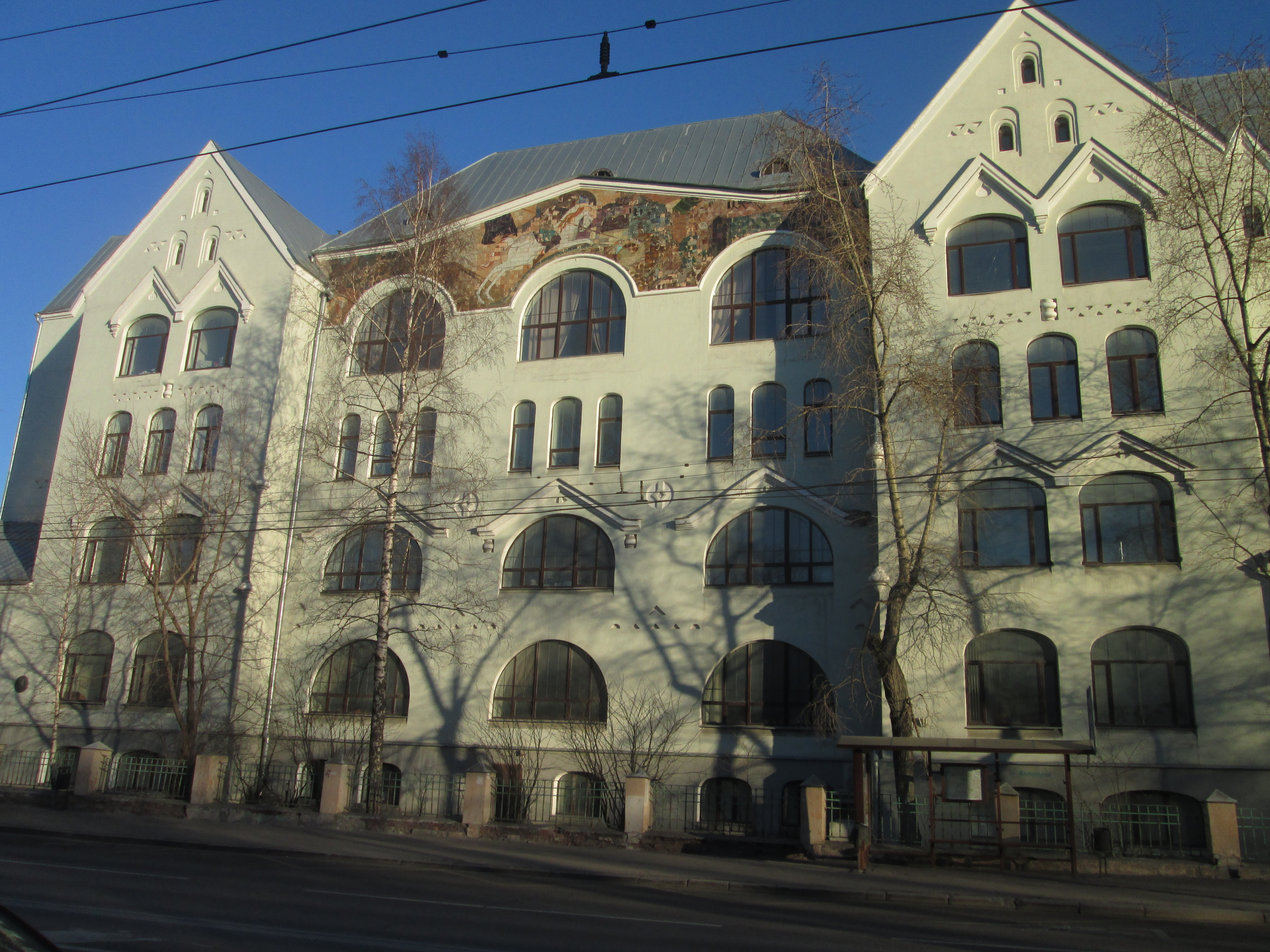
Вид на главный фасад с большим  красочным майоликовым панно по центру
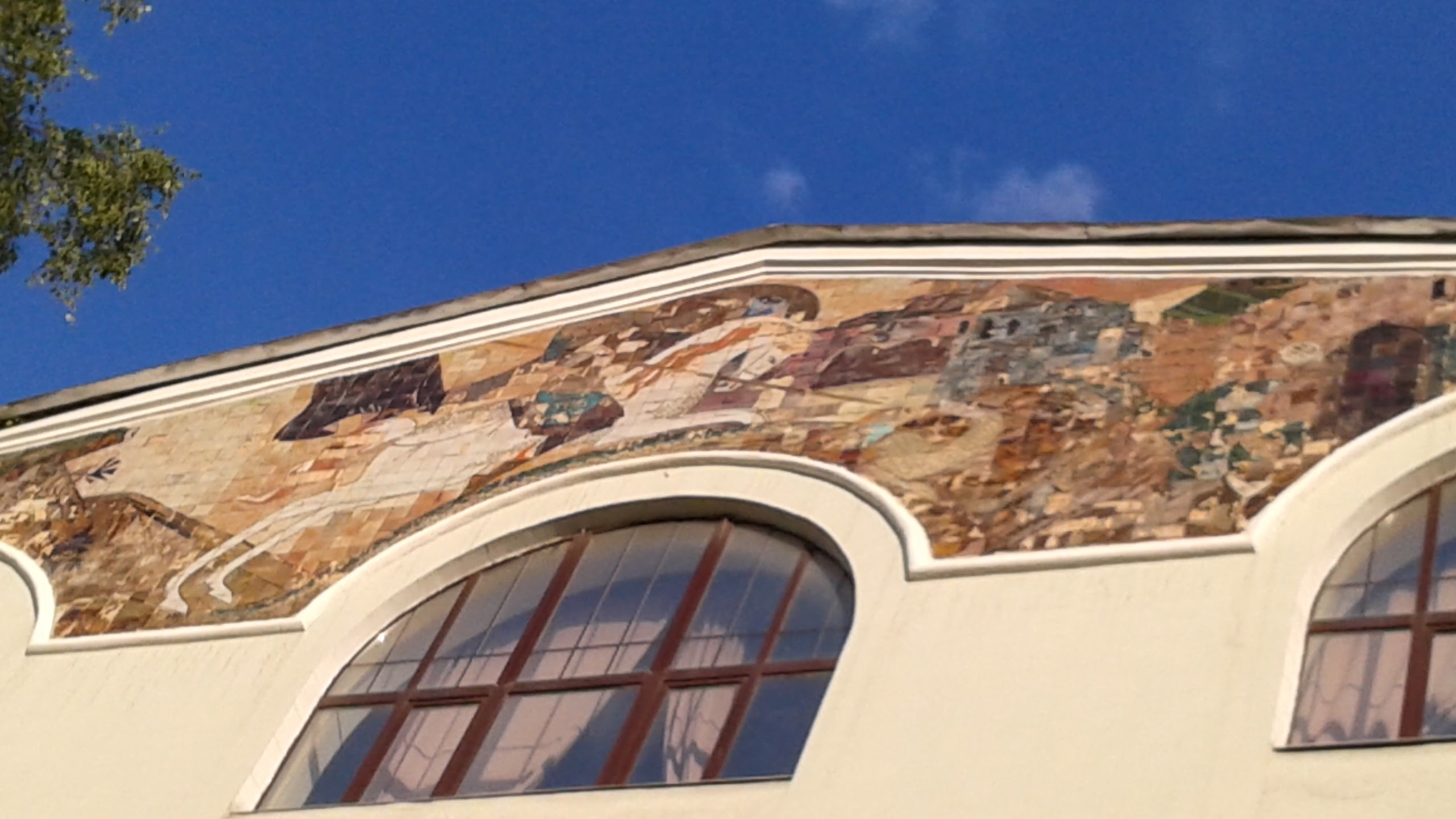
Центральное майоликовое панно о битве святого Георгия Победоносца со Змием 1911—1913 годов, художники С. В. Чехонин и С. В. Герасимов
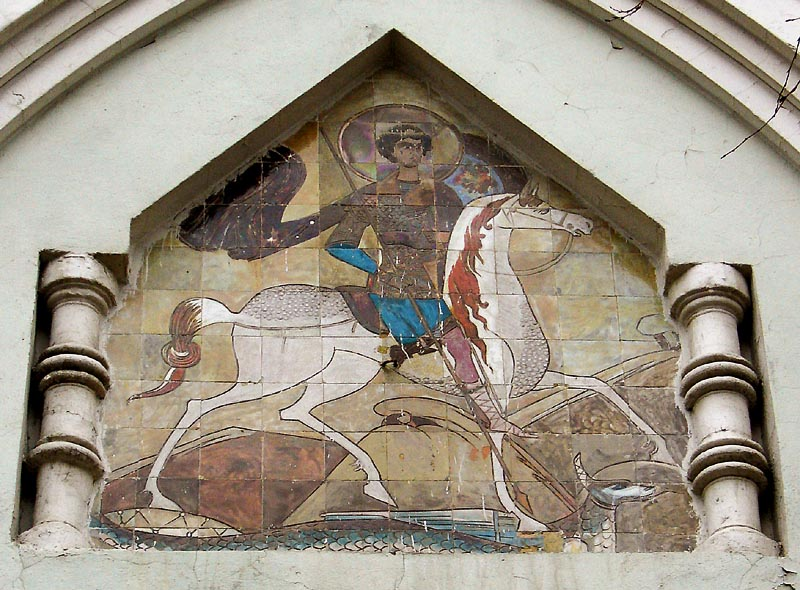
Малый образ небесного покровителя Москвы святого Георгия с сюжетом фрески церкви Святого Георгия в Старой Ладоге в стилизованном киоте на фасаде, над парадным левым крыльцом-всходом, майолика  выполнена Анатолием Александровичем Остроградским
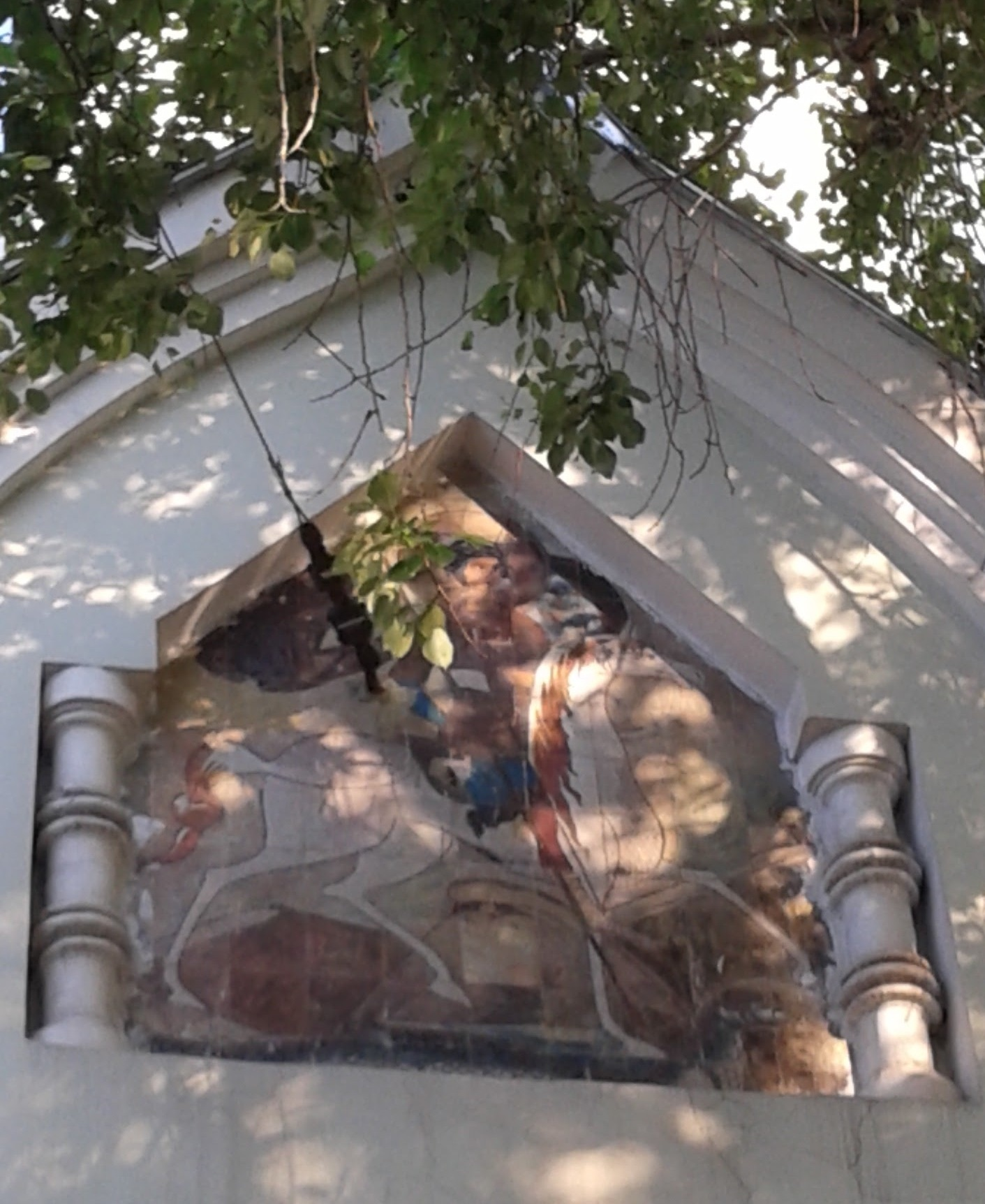
Малый образ над парадным правым крыльцом-всходом (использовали в качестве точки опоры подвешивания троса)